# Ú̱
Ú̱ (minuscule : ú̱), appelé U accent aigu macron souscrit, est une lettre latine utilisée dans l’écriture du cabécar, du kiowa et de l’otomi de San Jerónimo Acazulco.

## Utilisation
En kiowa écrit avec l’orthographe McKenzie ou SIL, le ‹ Ú̱, ú̱ › représente le même son que la lettre U, le macron souscrit indiquant la nasalisation et l’accent aigu indiquant le ton haut.

## Usage informatique
Le U accent aigu macron souscrit peut être représenté avec les caractères Unicode suivants : 
- précomposé et normalisé NFC (supplément latin-1, diacritiques) :

| formes    | représentations | chaînes de caractères | points de code | descriptions                                                      |
| --------- | --------------- | --------------------- | -------------- | ----------------------------------------------------------------- |
| capitale  | Ú̱               | Ú◌̱                    | U+00DA U+0331  | lettre majuscule latine u accent aigu diacritique macron souscrit |
| minuscule | ú̱               | ú◌̱                    | U+00FA U+0331  | lettre minuscule latine u accent aigu diacritique macron souscrit |

- décomposé et normalisé NFD (latin de base, diacritiques) :

| formes    | représentations | chaînes de caractères | points de code       | descriptions                                                                  |
| --------- | --------------- | --------------------- | -------------------- | ----------------------------------------------------------------------------- |
| capitale  | Ú̱               | U◌̱◌́                   | U+0055 U+0331 U+0301 | lettre majuscule latine u diacritique macron souscrit diacritique accent aigu |
| minuscule | ú̱               | u◌̱◌́                   | U+0075 U+0331 U+0301 | lettre minuscule latine u diacritique macron souscrit diacritique accent aigu |